# البندري بنت عبد الرحمن الفيصل آل سعود
البندري بنت عبد الرحمن الفيصل بن عبد العزيز آل سعود (??? - 15 مارس 2019) هي رائدة القطاع الخيري والإنساني في المملكة العربية السعودية ممثلة في مؤسسة الملك خالد الخيرية والتي كانت تشغل منصب الرئيس التنفيذي فيها. حفيدة كلاً من الملك الراحل فيصل بن عبد العزيز آل سعود و الملك خالد بن عبد العزيز آل سعود من جهة والدتها عضو مجلس الشورى الأميرة موضي بنت خالد بن عبد العزيز آل سعود. توفيت في 15 مارس 2019، وكان آخر ظهور لها في المؤتمر الوطني الثاني لنمو وسلوكيات الطفل في 12 مارس 2019.

## مشوارها
حصلت الأميرة البندري على البكالوريوس في الأدب الإنجليزي من جامعة الملك سعود بمدينة الرياض، واستكملت مشوارها التعليمي في الولايات المتحدة الأمريكية لتحصل على درجة الماجستير في السياسات العامة من كلية هارفارد - جون كنيدي للدراسات الحكومية، في كامبريدج، ماساتشوستس في العام 1998. اتجهت إلى العمل الخيري حيث تشغل عضوية عدد من منظمات القطاع غير الربحي في المملكة من ضمنها جمعية النهضة النسائية الخيرية، وجمعية «إفتا» لاضطراب فرط الحركة وتشتت الانتباه، وهي عضو في لجنة تحكيم «جائزة المرأة السعودية المسؤولة»، إلى جانب عملها كرئيس تنفيذي وعضو لمجلس الأمناء في مؤسسة الملك خالد الخيرية.